# Дуглас, Клиффорд
Клиффорд Хью Дуглас (англ. Clifford Hugh «C.H.» Douglas; 20 января 1879 — 29 сентября 1952) — британский инженер и пионер теории социального кредита.

## Образование и инженерная карьера
Клиффорд Дуглас родился в Эджли (жилой район в городе Стокпорт, Большой Манчестер, Англия), в семье Хью Дугласа и Луизы Хордерн. Немного известно и о его молодости и профессиональном обучении.
Вероятнее всего, Клиффорд Дуглас получил инженерное профессиональное образование перед тем, как начать свою инженерную карьеру, которая приводила его в различные части Британской империи. За свою карьеру инженера он проработал в электроэнергетических компаниях, железнодорожной компании и других учреждениях. Также он успел поработать преподавателем в Стокпортской гимназии. После периода в промышленности, когда Клиффорду Дугласу был 31 год, он пошёл учиться в Кембриджский университет, но, отучившись всего 4 года, оставил обучение и остался без высшего образования. Он работал в Westinghouse Electric в Америке и утверждал, что был инженером реконструкции британского отделения компании Вестингауз в Индии (что не подтверждается данными самой компании).
Известно, что он работал заместителем главного инженера в Buenos Aires and Pacific Railway Company, железнодорожным инженером на Лондонской почтовой железной дороге и помощником суперинтенданта Королевского авиастроительного завода на аэродроме Фарнборо во время Первой мировой войны.
Клиффорд Дуглас умер 29 сентября 1952 года в своём доме в деревне Фернан, Шотландия.

## Социальный кредит
Идея о социальном кредите пришла к Клиффорду Дугласу, когда происходила реорганизация Королевского авиастроительного завода во время Первой мировой войны. Клиффорд Дуглас заметил, что еженедельная общая стоимость произведённых товаров была больше, чем сумма выплачиваемых работникам заработных плат, премий и дивидендов. Данный факт противоречил на тот момент основной экономической теории Д. Рикардо, что все расходы распределяются равномерно покупательной способности.
Встревоженный кажущимся несоответствием между тем, куда утекали деньги и целями промышленности (с точки зрения Клиффорда Дугласа цель промышленности — это поставка товаров и услуг), Дуглас намеревался применить инженерные методы в создании новой экономической системы.
Дуглас собрал данные из более ста крупных британских компаний и обнаружил, что в каждом случае, кроме того, когда компания становилась банкротом, суммы, выплаченные в виде заработных плат и дивидендов, были всегда меньше, чем общая стоимость товаров и услуг, произведённых в неделю. Это означало, что у работников была недостаточная покупательная способность. Он опубликовал свои статьи в ежемесячном политическом и историческом журнале «Английское обозрение», где он предложил: «Мы живём в соответствии с системой бухгалтерского учёта, которая делает снабжение национальными товарами и услугами технически невозможными для самой себя». Причиной, по которой Клиффорд Дуглас пришёл к этому выводу, было то, что экономическая система была организована с целью максимизации прибыли для тех, кто благодаря экономической мощи создавал ненужный дефицит.
В 1916—1920 годах он развивает свою экономическую идею и в 1920 году издаёт две книги «Экономическая демократия» (англ. «Economic Democracy») и «Кредитная власть и демократия» (англ. «Credit-Power and Democracy»). Позже в 1924 году Клиффорд Дуглас публикует книгу «Социальный кредит» (англ. «Social Credit»).
Основной идеей реформы Клиффорда Дугласа стало освобождение работников от существующей системы путём привлечения покупательной способности в соответствии с производительностью компаний, которая стала известна как социальный кредит.
Существовало два основных элемента программы реформы Дугласа:
1. национальные дивиденды должны равномерно распределяться между всеми гражданами в виде беспроцентного кредита, чтобы помочь преодолеть разрыв между покупательной способностью и ценами;
2. новый механизм корректировки цен, названный Дугласом «Точная цена» (англ. «Just Price»).

«Точная цена» рассчитана на предотвращение любой возможности инфляции и эффективное снижение розничной цены на определённый процент, который физически отражает эффективность производственной системы. Клиффорд Дуглас отмечал, что себестоимость продукции является расходами, показывающими точную физическую себестоимость продукции от объёма ресурсов, потребляемых в процессе производства. Увеличивая физическую эффективность производства, механизм «Точная цена» позволяет снизить цены на продукцию для потребителей. Потребители смогут приобрести больше из того, что производится на предприятиях, и автоматически контролировать то, что будет производиться. Свобода личности и основные экономические свободы являлись главной целью реформы Клиффорда Дугласа.
В конце Первой мировой войны Клиффорд Дуглас перестал заниматься инженерией и всё своё время стал уделять продвижению своей реформы.
Его идеи вдохновили Канадское движение социального кредита, которое получило контроль над правительством провинции Альберта в 1935 году. Также его идею поддержали в Австралии недолго просуществовавшая Партия кредита Дугласа и в Новой Зеландии просуществовавшая более долгое время Политическая лига социального кредита. Клиффорд Дуглас продвигая свою реформу читал лекции по теории социального кредита в Канаде, Японии, Новой Зеландии и Норвегии.
В 1923 году он выступил в качестве заверителя в Канадском банковском исследовательском центре, а в 1930 году перед Комитетом финансов и промышленности. В 1929 году Клиффорд Дуглас осуществил тур с лекциями по Японии, где его идеи были с энтузиазмом восприняты в промышленности и правительстве. Дуглас в книге «Социальный кредит», изданной в 1933 году, упомянул о «Протоколах сионских мудрецов», отмечая своё сомнение в подлинности, но с утверждением, что «интересно то, с какой точностью методы, с помощью которых может быть осуществлено такое порабощение, можно увидеть отраженными в фактах повседневного опыта». Современные исследователи отмечают, что австралийская антисемитская организация «Австралийская лига прав» (ALR), созданная в 1946 году, опиралась в своей пропаганде на теорию заговора Дугласа о стремлении евреев к мировому господству через передачу реальной власти в руки финансистов.
О Дугласе и его теории с сочувствием упоминалось несколько раз в трилогии Луиса Грассига Гиббона «Книга шотландца». Он также упомянут наряду с Карлом Марксом и Йоханом Сильвио Гезеллем в книге Джона Мейнарда Кейнса «Общая теория занятости, процента и денег», изданной в 1936 году.

## Публикации
- Economic Democracy[англ.] (1920) новая редакция: декабрь 1974 год
- Credit-Power and Democracy (1920)
- Socia Credit (1924, переиздана 1933) новая редакция: 1979 год
- The Monopoly of Credit (1931) новая редакция: 1979 год
- The Use of Money (1935)
- The Alberta Experiment: An Interim Survey (1937)
- Whose Service is Perfect Freedom? (июнь 1986)
- The Brief for the Prosecution (декабрь 1986)
- The Big Idea[англ.] (июнь 1986)
- The Grip of Death (май 1998)

## Примечание
1. 1 2  Clifford Douglas // Encyclopædia Britannica (англ.)
2. 1 2  Мартин Нильсен, «Инженерное видение идеального общества» (англ. «An Engineer’s View of an Ideal Society»), стр. 97
3. 1 2  Марк Поттл, «Дуглас, Клиффорд Хью» (англ. «Douglas, Clifford Hugh»), в Oxford University Press
4. 1 2  Статья о Клиффорде Дугласе. Архивировано 13 сентября 2014 года.
5. ↑  «Заблуждение сверхпроизводства», Клиффорд Дуглас, «Английское обозрение», декабрь 1918
6. ↑  Мартин Нильсен, «Инженерное видение идеального общества» (англ. «An Engineer’s View of an Ideal Society»), стр. 97-99
7. ↑  Мартин Нильсен, «Инженерное видение идеального общества» (англ. «An Engineer’s View of an Ideal Society»), стр. 99-100
8. ↑  Мартин Нильсен, «Инженерное видение идеального общества» (англ. «An Engineer’s View of an Ideal Society»), стр. 100
9. ↑  Отчет в архиве JSTOR
10. ↑  ГЛАВА VI Налогообложение и рабство Архивировано 9 февраля 2010 года.
11. ↑  Ben-Moshe, 2012, p. 157.
12. ↑  Atkins, 2009, p. 222.